# Света Богородица (арменска църква в Русе)
Арменската църква „Света Богородица“ (на арменски: Սուրբ Աստվածածին, Сурп Аствадзадзин) в Русе е построена през 1832 г. на мястото на опожарената църква, построена през 1610 г.

## История
Построена е църква през 1610 г. в арменската махала в Русе. Представлява дървена постройка, а в задната част на двора ѝ се намира арменското гробище. Църквата е опожарена и през 1832 г. наполовина е вкопана в земята. Прокопани са три тунела, извеждащи извън пределите на града при евентуално турско нашествие. Запазени са портите на два от тях. Има три апсиди на централното олтарно възвишение.
В средата се намира Светата Трапеза, която носи името на Храма, а от двете ѝ страни са изградени още два малки олтара. Левият е Свети Стефан, а десният – Свети Григорий Просветител. В хранилището се намира баптистериума – купела за кръщение и още един по-малък олтар – „Малката Богородица“. В двора на църквата се намира паметник на жертвите от геноцида.
Срещу Арменската църква в миналото се издига арменското училище, което се казва „Сурп Месроб Мащоц“. Училището е закрито след Деветосептемврийския преврат през 1944 г.
Едни от най-големите дарители на общността е семейството на Саркис Куюмджиян. Благодарение на тях са културния дом „Ереван“, а от имотите се издържа храмът. Обявена е за паметник на културата.